# 彭纳比利
彭纳比利（義大利語：Pennabilli），是意大利里米尼省的一个市镇。总面积69.66平方公里，人口3063人，人口密度44.0人/平方公里（2009年）。ISTAT代码为099024。